# Henry Chazé
Henry Chazé (nom de guerra de Gaston Davoust) (Chazé-Henry, 1904 - Grassa, 1984). Va ser un militant comunista francès.

## Joventut i temps de guerra
La seva militància començà a l'escola. Va ser en aquest moment (1922-23) quan va conèixer André Prudhommeaux per primera vegada durant la creació de les primeres organitzacions estudiantils. Després es perderen de vista l'un a l'altre fins a la Guerra d'Espanya. Durant el seu servei militar a la marina de 1924 a 1926 (a la Guerra del Rif), el seu comportament va fer que fos arrestat. Després d'unes setmanes a París, va trobar feina a Hirson, a la siderúrgia. Aparegué bastant ràpidament en una llista negra dels empresaris i hagué de canviar d'ocupació. Al cap de 18 mesos, va tornar a París.
Va ser a Hirson on va començar a llegir els primers documents de l'Oposició d'Esquerra. Es va incorporar al grup d'oposició comunista "L'Unité Léniniste" (que acabava d'abandonar Albert Treint). Després va militar al PCF i a la Unió de Sindicats de Tècnics, i va treballar durant un any a Pathé a Chatou, d'on va ser expulsat pels mateixos motius que a Hirson.
El 1929 (amb 25 anys), es va convertir en secretari administratiu de la Unió de Sindicats de Tècnics durant tres anys. Va participar en la lluita d'oposició al PCF (barris de l'Oest). El 1932, va conèixer a A. Hennaut, un dels primers traductors al francès d'Anton Pannekoek. Va ser a través d'ell que va començar a interessar-se per les posicions dels comunistes consellistes holandesos.
A finals de 1932, va participar en la preparació de la conferència d'unificació dels grups de l'esquerra comunista, com a secretari del grup local de la Banlieue Ouest. Aquesta conferència va comportar la creació el 1933 de la Unión Communiste. Va ser arrestat el 1941 i deportat al camp de concentració de Sachsenhausen. Durant la seva detenció aprofundirà en la seva reflexió i, en particular, en el seu rebuig a les posicions de Lenin.

## Després de la guerra
Després de la guerra va participar en la Fracció Francesa de l'Esquerra Comunista Internacional (FFGCI), en la qual va assegurar connexions internacionals confiant en els antics vincles de la Unión Communiste. Aquest grup estava vinculat l'Esquerra Comunista Italiana, lligada al PC Internazionalista (PCInt) organitzat al voltant d'Onorato Damen. Damen se separà d'Amadeo Bordiga en temes com la qüestió russa i els sindicats, cosa que motiva en gran manera l'entrada d'antics membres de la Unión Communiste a les FFGCI.
Tanmateix, Chazé mai tindrà contacte amb Damen, les connexions es faran a través de Bruno Maffi, que assegurava la connexió entre Milà i París. Va aprofitar breus vacances per tornar-se a connectar amb Canne-Meijer (Amsterdam) i A. Hennaut (Brussel·les).
També va reprendre la seva activitat professional com a enginyer en el modelat de plàstics a MIOM (C.G.E.), on va romandre durant set anys malgrat les peripècies causades pel descobriment del seu passat militant. Fou expulsat al final del 1952 i la seva indemnització de cessament li permeté instal·lar-se el 1955 a prop de Grasse.
Va ser un dels activistes de la FFGCI que es va incorporar el 1951 a Socialisme ou barbarie. Va assistir a reunions allà sense gaires esperances (a diferència de Lastérade que no tindrà la seva paciència), considerant que calia tornar a començar tot el que s'havia fet a la Unión Communiste. Després participarà a Informations et correspondances ouvrières. També contribuirà amb articles a Noir et Rouge, La Lanterne Noire i Les Cahiers du Communisme de Conseils. Als anys setanta simpatitzà amb les posicions del grup Pour une intervention communiste, que va ajudar amb els seus consells i informació. Més generalment, va mantenir una voluminosa correspondència amb els contactes individuals realitzats durant tots aquests anys.